# Килин, Антон Владимирович
Анто́н Влади́мирович Ки́лин (род. 14 ноября 1990, Ижевск, СССР) — российский футболист, полузащитник клуба КДВ. Мастер спорта России (2024).

## Карьера

### Начало карьеры
Воспитанник Академии Коноплёва. Профессиональную карьеру начал в 2007 году в клубе академии «Крылья Советов-СОК» (Димитровград). Отыграв там сезон (провёл 2 игры во втором дивизионе), вместе со всем составом перешёл в «Тольятти». В 2010 году в результате объединения ФК «Тольятти» с димитровградским клубом, называвшимся к тому времени «Академия», вернулся в клуб, который стал представлять Тольятти. В 2008—2010 годах, играя в «Тольятти» и «Академии», выходил на поле регулярно.

### «Челябинск»
В 2011 году пополнил ряды «Челябинска». Дебютировал за «Челябинск» 20 апреля, выйдя на замену на 59-й минуте в матче Кубка России против «Носты». Забил 7 голов в сезоне второго дивизиона 2012/13, который стал самым результативным в его карьере.

### «Уфа»
1 июля 2013 года подписал трёхгодовой контракт с «Уфой». 28 августа состоялся его дебют за новый клуб и дебют в ФНЛ в матче против «Сибири». По итогам сезона 2013/14 «Уфа» заняла четвёртое место и пробилась в стыковые матчи, где сумела пройти «Томь». Дебютировал в чемпионате России 20 сентября 2014 года, выйдя в стартовом составе в матче против «Урала». Всего в премьер-лиге сыграл за «Уфу» в 6 матчах. Играл за команду клуба в молодёжном первенстве России.

### Аренда в «КАМАЗ»
27 августа 2015 года был арендован «КАМАЗом». 31 августа дебютировал за «автозаводцев» в матче против «Волги» (Нижний Новгород). Всего за сезон в клубе провёл 18 матчей и забил 2 гола, поразив ворота «Луча-Энергии» и «Тосно». После возвращения в «Уфу» расторг контракт по взаимному соглашению сторон.

### «Луч-Энергия»
В июне 2016 года подписал контракт с клубом «Луч-Энергия». Вместе с ним пополнил клуб Илья Михалёв. Дебют в «Луче-Энергия» состоялся 11 июля в матче против «Мордовии». 30 июля 2017 года впервые вышел в роли капитана на матч против «Шинника». 25 октября в матче 1/8 финала Кубка России забил победный гол в ворота «Енисея», который помог клубу выйти в стадию 1/4 финала. В ноябре появились слухи о переходе Килина в «Тамбов». Он отказался продлевать истекающий контракт и 30 ноября покинул клуб. За 2 сезона в клубе Килин провёл 59 матчей, забил 4 гола и отдал 7 голевых передач.

### «Тамбов»
1 января 2018 года подписал контракт с клубом «Тамбов» на 1,5 года. Дебютировал 4 марта в матче против «Ротора». В концовке сезона травмировался и пропустил 3 матча: c «Тюменью» (3:1), «Сибирью» (0:1) и «Оренбургом» (1:1). По итогам сезона 2017/18 «Тамбов» занял четвёртое место и пробился в стыковые матчи, где не смог пройти «Амкар». Килин сыграл только в ответном матче 28 минут. 24 октября забил первый гол за клуб в матче против «Химок» (3:0). В следующем сезоне «Тамбов» занял первое место и прошёл в РПЛ. За 2 сезона в РПЛ Антон Килин провёл 38 матчей, забил 2 гола и отдал 2 голевой передачи.

### «Акрон»
20 февраля 2021 года стало известно о переходе Килина в тольяттинский «Акрон» на правах аренды. Позже из-за расформирования «Тамбова» подписал полноценный контракт. В 2022 году стал капитаном команды. Вместе с «Акроном» прошёл до 1-го этапа финала Пути регионов Кубка России. 4 июня 2024 года покинул «Акрон» из-за окончания контракта.

### «Урарту»
21 июня 2024 года перешёл в ереванский «Урарту».

## Личная жизнь
Женат. В 2016 году родился сын Леон.

## Достижения

### Командные
«Тамбов»
- Победитель ФНЛ: 2018/2019

«Акрон» (Тольятти)
- Бронзовый призёр Первой лиги России: 2023/24
- Финалист Пути регионов Кубка России (1-й этап): 2022/23